# Klāvs Čavars
Klāvs Čavars (Ventspils, 11 febbraio 1996) è un cestista lettone.

## Palmarès
- Campionato lettone: 1

VEF Rīga: 2018-2019